# Iwan Wladimirowitsch Lopuchin

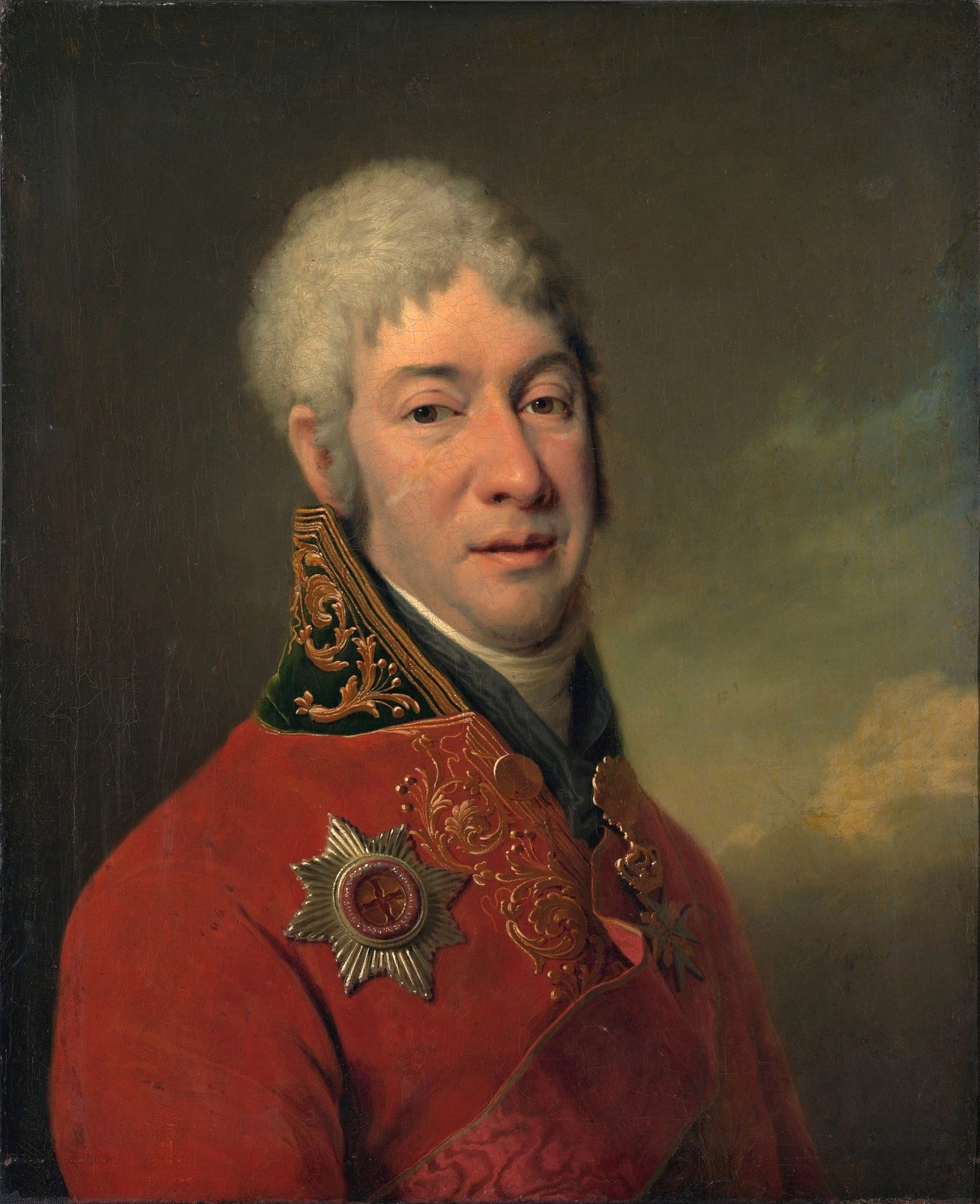
Iwan Wladimirowitsch Lopuchin (1756–1816) (Porträt)

Iwan Wladimirowitsch Lopuchin (russisch Иван Владимирович Лопухин, wiss. Transliteration Ivan Vladimirovič Lopuchin; geb. 24. Februar 1756; gest. 22. Juni 1816) war ein russischer Philosoph, Mystiker, Schriftsteller und Humanist.
Der Senator entstammte dem russischen Fürstenhaus Lopuchin; er war ein prominenter Vertreter des Moskauer Freimaurerkreises und ist als Verfasser verschiedene Schriften über das Freimaurertum und insbesondere eines Memoirenwerkes (Sapiski) bekannt.
Lopuchin ist der Autor religiös-mystischer Schriften und einer der Organisatoren der Buchdruckereigesellschaft und Freimaurerbuchdruckerei in Moskau (1783). Über die russische Freimaurerei ist relativ wenig bekannt, die spirituelle Bewegung hatte aber einen bedeutenden Einfluss auf das kulturelle und soziale Leben des russischen Adels. Lopuchin stellt in zwei kleinen Werken die Hauptideen der Freimaurerei vor. In Lopuchins Garten im Dorf Savinskoe bei Moskau gab es eine nach Jung-Stilling benannte Insel „mitten in dem malerischen Teichspiegel liegend“.
Dem Artikel „Aufklärung“ (Enlightenment) von Tanya Page im Handbook of Russian Literature zufolge ergab sich im letzten Viertel des 18. Jahrhunderts für russische Denker ein existenzielles Dilemma, das sich in heftigen Versuchen äußerte, an den radikalen Prinzipien der 1760er und 1770er Jahre festzuhalten, wie im Fall von  Radischtschews Reise von Petersburg nach Moskau (1790). Die russischen Freimaurer (Ende der 1770er Jahre bis 1792) standen unter der überzeugenden Führung von Johann Georg Schwarz (gest. 1789) und dem organisatorischen Genie von Nikolai Iwanowitsch Nowikow. Der Senator I. W. Lopuchin (1756–1816) gab ein Beispiel für letzteres, als er in seinen Memoiren (Sapiski; Erstveröffentlichung London 1860) aufzeichnete, wie sich in den späten 1770er Jahren seine moralische Ideologie über Nacht änderte, von seinen Plänen, seine Übersetzung des Schlusskapitels von Système de la Nature im Untergrund zu verbreiten, zu seiner Entscheidung, die moralischen Werte der Freimaurerei zu übernehmen.
Seine Memoiren (Sapiski) erschienen bei der von Alexander Herzen in London gegründeten Freien Russischen Presse (Free Russian Press).

## Schriften (Auswahl)
- Sapiski (Memoiren). London 1860 (russ.)
- Масонские труды (Freimaurerwerke). Moskau 1913
  - Духовный рыцарь (Der spirituelle Ritter) (enthält eine Beschreibung des Freimaurerrituals, das in der Loge des „Leuchtenden Sterns“ (Блистающей Звезды) praktiziert wurde, deren Meister Lopuchin war)
  - Некоторые черты о внутренней церкви (Einige Merkmale der Inneren Kirche) (enthält eine Erklärung der Bestimmungen der Freimaurerlehre und der spirituellen Suche, die für das Freimaurertum der damaligen Zeit charakteristisch war)
    - Some Characteristics of the Interior Church: Of the Path which Leads to Truth and of the Different Ways which Lead to Error and Perdition. Theosophical Pub. Society, 1912